# Callodicopus magniclavae
Callodicopus magniclavae är en stekelart som först beskrevs av Annecke 1961.  Callodicopus magniclavae ingår i släktet Callodicopus och familjen dvärgsteklar. Inga underarter finns listade.